# 7402

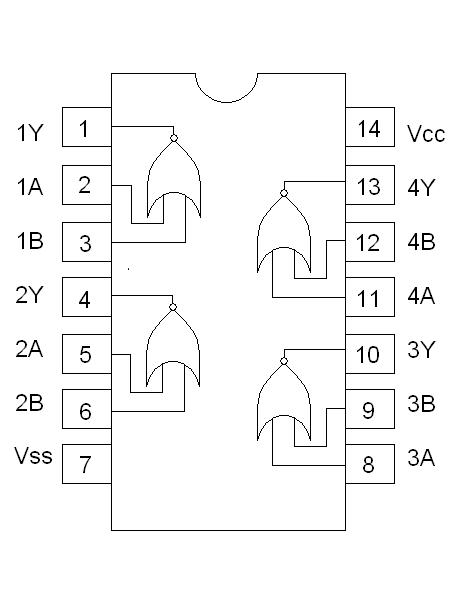
Układ 7402 z czterema bramkami NOR.

SN 7402 – jeden z pierwszych cyfrowych układów scalonych zawierający w swym wnętrzu cztery dwuwejściowe bramki NOR. Układ umieszczany jest w obudowie o 14 wyprowadzeniach, zazwyczaj DIP14 lub SMD. W czasach dominacji technologii TTL (a zatem na przełomie lat siedemdziesiątych i osiemdziesiątych) był to jeden z podstawowych elementów tworzących cyfrowe układy elektroniczne.
Układy o tej samej funkcji mogą różnić się technologią wykonania i przez to podstawowymi parametrami, jak np. 74LS02, 74HCT02, 74F02. W Polsce układ ten był produkowany przez firmę CEMI pod nazwą UCY 7402.
| Nr  | Funkcja                               |
| --- | ------------------------------------- |
| 1.  | Wyjście bramki A                      |
| 2.  | Wejście bramki A                      |
| 3.  | Wejście bramki A                      |
| 4.  | Wyjście bramki B                      |
| 5.  | Wejście bramki B                      |
| 6.  | Wejście bramki B                      |
| 7.  | Masa (minus) zasilania GND            |
| 8.  | Wejście bramki C                      |
| 9.  | Wejście bramki C                      |
| 10. | Wyjście bramki C                      |
| 11. | Wejście bramki D                      |
| 12. | Wejście bramki D                      |
| 13. | Wyjście bramki D                      |
| 14. | Plus zasilania VCC (zazwyczaj 5 V DC) |